# Fritz Holmgren
Fredrik (Fritz) Alexander Holmgren, född 21 mars 1844 i Dalby socken, Malmöhus län, död 26 januari 1906 i Lund, var en svensk ingenjör.
Holmgren, som var son till en kronolänsman, genomgick Tekniska elementarskolan i Malmö och anställdes 1864 som assistent vid gasbelysningsbolaget i Malmö, varifrån han 1868 flyttade till Kristianstad som assistent vid därvarande gasverk. År 1875 blev han föreståndare för Lunds gasverk, 1879 för gasbelysningsaktiebolaget i Malmö och sedan Malmö stad övertagit övertagit detta och utarrenderat gasverket, som assistent och kontrollant vid detta verk, vilken befattning han innehade till 1888, då han ånyo mottog befattningen i Lund som gas- och vattenverksföreståndare, befattningar som han därefter utan avbrott skötte till slutet av 1905, då han begärde avsked av hälsoskäl.